# Asesinato de Brian Thompson
El 4 de diciembre de 2024, Brian Thompson, director ejecutivo de UnitedHealthcare desde 2021, fue asesinado a tiros frente a una entrada del hotel New York Hilton Midtown, en Manhattan, Estados Unidos. Thompson se encontraba en la ciudad para asistir a una reunión anual de inversores de UnitedHealth Group, empresa matriz de UnitedHealthcare. Las autoridades consideran que el ataque no fue aleatorio y lo investigan como un magnicidio. Thompson había recibido críticas por las políticas de rechazo de reclamaciones de seguros de UnitedHealthcare, y su familia informó que había recibido amenazas anteriormente. El tiroteo ocurrió pronto por la mañana, y el sospechoso, descrito inicialmente como un hombre blanco con máscara, huyó del lugar.
Cinco días después, las autoridades arrestaron a Luigi Nicholas Mangione, de 26 años, en Altoona, Pensilvania, y lo imputaron por el asesinato en una corte de Manhattan. Según informes, Mangione portaba un silenciador y un arma de fuego impresa en 3D —consistentes con las del ataque—, un manifiesto en contra del sistema de salud estadounidense, un pasaporte estadounidense y varias identificaciones fraudulentas, entre ellas una con el mismo nombre que alguien usó para hospedarse en un hostal de Manhattan previo al asesinato. La policía considera que Mangione se vio influenciado por pensadores reaccionarios opuestos a la modernidad liberal, en particular por la obra "La sociedad industrial y su futuro" de Ted Kaczynski. Sus publicaciones en redes sociales expresaban preocupación por programas DEI (Diversidad, Equidad e Inclusión), las tasas de fertilidad, el “wokeismo”, la secularización y el declive del cristianismo en Occidente, y abogaban por un retorno a la moralidad tradicional.
La muerte de Thompson recibió reacciones de desprecio y burla de numerosos usuarios de redes sociales hacia él y hacia UnitedHealth Group, y muchos estadounidenses criticaron de forma más amplia el sistema de salud de Estados Unidos. El asesinato fue caracterizado por muchos en las redes como “merecido” o “justificado”, en relación con la ira generada por las prácticas comerciales de UnitedHealthcare y de la industria estadounidense de seguros de salud, particularmente las estrategias para denegar cobertura a los clientes. En algunos casos, la muerte de Thompson fue comparada con los perjuicios sufridos por personas cuya atención médica fue rechazada.
El ataque también recibió condena generalizada y expresiones de simpatía pública y oficial hacia Thompson por parte de funcionarios públicos, comentaristas y ejecutivos. Tras el incidente, la familia de Thompson fue objeto de acoso, doxxing y amenazas violentas en diversas plataformas de redes sociales.

## Tiroteo
Brian Thompson se encontraba en Nueva York para asistir a una reunión anual de inversionistas de UnitedHealth Group, a la que había llegado el 2 de diciembre de 2024. El 4 de diciembre, alrededor de las 6:45 a.m. ET, Thompson caminaba por West 54th Street hacia el hotel New York Hilton Midtown, donde estaba programada la reunión, Un atacante, vestido con una sudadera con capucha de color crema o marrón claro, esperó varios minutos frente al hotel. Al llegar Thompson a la entrada, el agresor, que se encontraba a unos 6 metros de distancia, disparó al menos dos veces con una pistola de 9 mm equipada con un silenciador hiriéndolo en la espalda y la pantorrilla derecha.

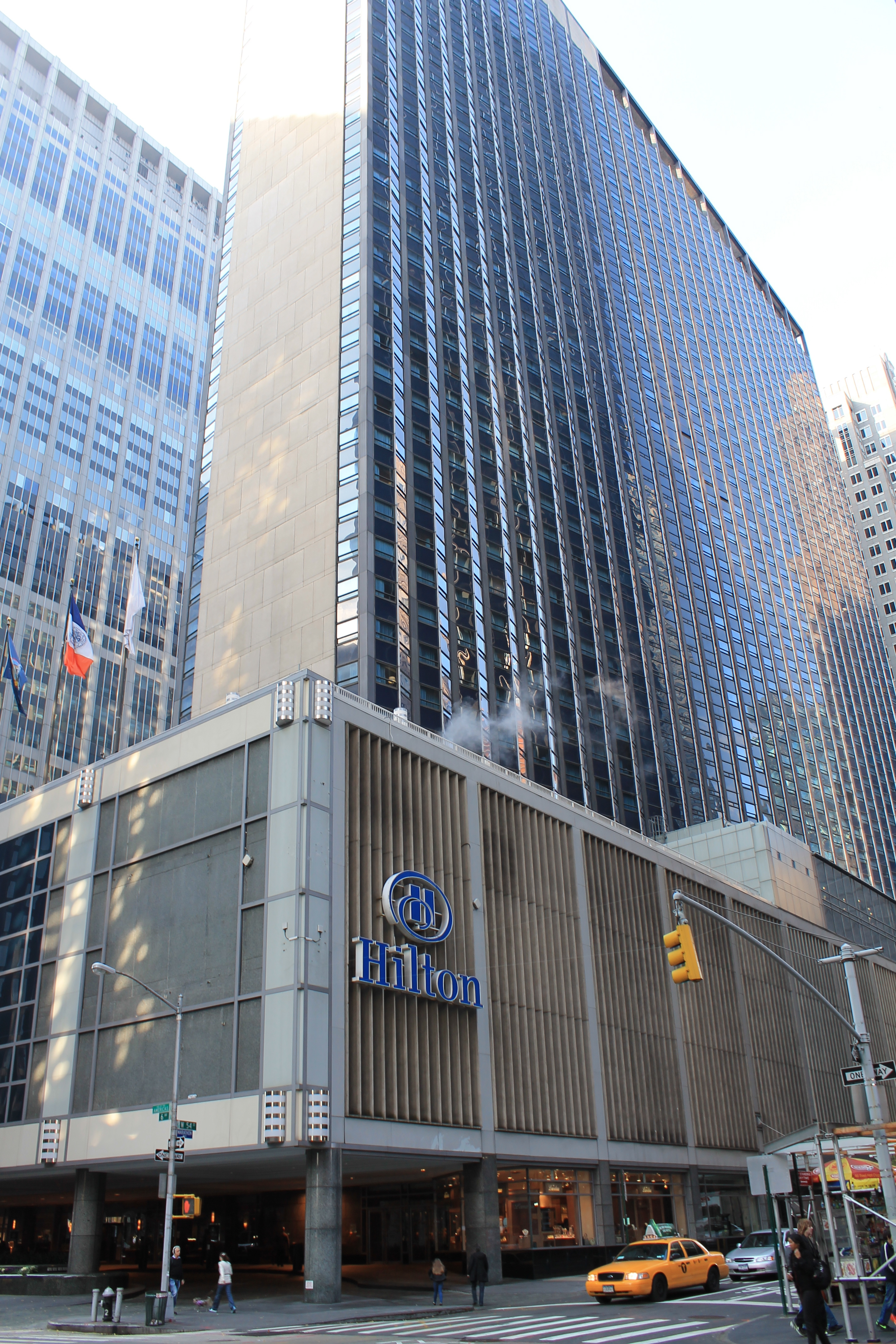
El hotel New York Hilton Midtown en 2012. La 54th Street está a la derecha.

El ataque quedó registrado en una cámara de circuito cerrado de televisión. En el video, el atacante aparece accionando manualmente el mecanismo del arma después de cada disparo, lo que llevó inicialmente a creer que se trataba de una pistola semiautomática con fallos de funcionamiento. Sin embargo, tanto usuarios de internet como la policía teorizaron que podría tratarse de una Brügger & Thomet VP9 o su variante, la Brügger & Thomet Station SIX-9, pistolas de cerrojo manual diseñadas específicamente para operaciones clandestinas y asesinatos debido a su bajo nivel de ruido, incluso para armas silenciadas. Estas armas carecen de un mecanismo de disparo semiautomático, lo que reduce el ruido asociado al movimiento de piezas metálicas internas.
Análisis posteriores realizados por expertos en armas de fuego sugirieron que el arma utilizada podría haber sido una pistola semiautomática convencional con un supresor que interfería con su funcionamiento, ya que en el video no se observa el movimiento rotacional distintivo necesario para accionar manualmente una VP9. En su lugar, el atacante parece mover la corredera para corregir fallos de alimentación característicos de un arma estándar.
El agresor huyó de la escena en una bicicleta eléctrica. Según la policía, abandonó la ciudad a través de la terminal de autobuses del puente George Washington. Thompson fue trasladado al hospital Mount Sinai West, donde fue declarado muerto a las 7:12 a.m.

## Investigación y búsqueda del sospechoso
El Departamento de Policía de Nueva York (NYPD) y el alcalde Eric Adams dijeron que el asesinato parecía estar dirigido y no fue un ataque aleatorio.

### Cartuchos y casquillos recuperados
En la escena se encontraron tres casquillos de cartuchos disparados junto con tres cartuchos sin disparar. Las palabras “delay” (retrasar), “deny” (negar) y “depose” (deponer) estaban escritas en los casquillos. La palabra “depose” estaba grabada en un casquillo de una bala disparada contra Thompson, mientras que “delay” estaba marcada en un cartucho sin disparar expulsado cuando el tirador manipuló la pistola, posiblemente para liberar un atasco o desechar intencionadamente la bala viva. La policía investiga si las palabras sugieren un motivo; “delay, deny, defend” (retrasar, negar, defender) es una frase conocida en la industria de seguros relacionada con la negativa a pagar reclamaciones. Delay, Deny, Defend es un libro de 2010 de Jay M. Feinman, profesor jubilado de la Facultad de Derecho de Rutgers, en el que critica la industria de seguros de propiedad y accidentes. Basándose en parte en la evidencia de los casquillos, expertos argumentaron que el asesinato de Thompson probablemente fue un acto de venganza.

### Otras pruebas recopiladas
Además de los casquillos de munición, se recuperaron una botella de agua, un envoltorio de caramelos y un teléfono que se cree está relacionado con el tirador. El 6 de diciembre, la policía informó haber encontrado la mochila del tirador en Central Park. Dentro de la mochila había una chaqueta Tommy Hilfiger y billetes de Monopoly.

## Sospechoso
Luigi Nicholas Mangione (Towson, Maryland; 6 de mayo de 1998) es un ingeniero informático estadounidense, hijo de Kathleen y Louis Mangione, y parte de una prominente familia ligada a la industria de bienes raíces.

### Detención y cargos
El 9 de diciembre, Mangione fue detenido en un restaurante McDonald’s en Altoona, Pensilvania, a unos 450 km al oeste de Nueva York. Tenía consigo una pistola y un silenciador similares a los utilizados en el tiroteo, un manifiesto de tres páginas que “criticaba a las compañías de salud por priorizar las ganancias sobre la atención” y una identificación falsa con el mismo nombre que el presunto autor utilizó para registrarse en el albergue de Manhattan. 
Ese mismo día, Mangione fue acusado en el condado de Blair, Pensilvania, por portar un arma sin licencia, falsificación, identificarse falsamente ante las autoridades y poseer “instrumentos del crimen”. Fue procesado alrededor de las 6 p.m. en el Tribunal del Condado de Blair, donde se le negó la libertad bajo fianza. Al final del día, fue acusado en Manhattan de asesinato en segundo grado, tres cargos por posesión ilegal de armas y falsificación.

### Presunto manifiesto
«A los federales: seré breve, porque respeto lo que hacen por nuestro país. Para ahorrarles una investigación prolongada, dejo en claro que no estaba trabajando con nadie. Esto fue bastante trivial: algo de ingeniería social elemental, CAD básico, mucha paciencia. El cuaderno de espiral, sí está presente, tiene algunas notas dispersas y listas de tareas pendientes que iluminan la esencia del asunto. Mis dispositivos están bastante bloqueados, porque trabajo en ingeniería, así que probablemente no haya mucha información allí. Me disculpo por cualquier conflicto o trauma, pero tenía que hacerse. Francamente, estos parásitos simplemente se lo merecían. Un recordatorio: Estados Unidos tiene el sistema de salud número uno más caro del mundo, pero ocupamos aproximadamente el puesto número 42 en esperanza de vida. United es la empresa (indescifrable) más grande de Estados Unidos por capitalización de mercado, solo detrás de Apple, Google y Walmart. Ha crecido y crecido, pero ¿en la misma medida que nuestra esperanza de vida? No, la realidad es que estos (indescifrable) simplemente se han vuelto demasiado poderosos y continúan abusando de nuestro país para obtener enormes ganancias porque el público estadounidense les ha permitido salirse con la suya. Obviamente, el problema es más complejo, pero no tengo espacio y, francamente, no pretendo ser la persona más calificada para exponer el argumento completo. Pero muchos han sacado a la luz la corrupción y la codicia (por ejemplo, Rosenthal, Moore) hace décadas y los problemas simplemente siguen existiendo. No es una cuestión de conciencia en este momento, sino que son claramente juegos de poder los que están en juego. Evidentemente, soy el primero en enfrentarlo con una honestidad tan brutal.» Luigi Mangione